# 地殼分層剝離

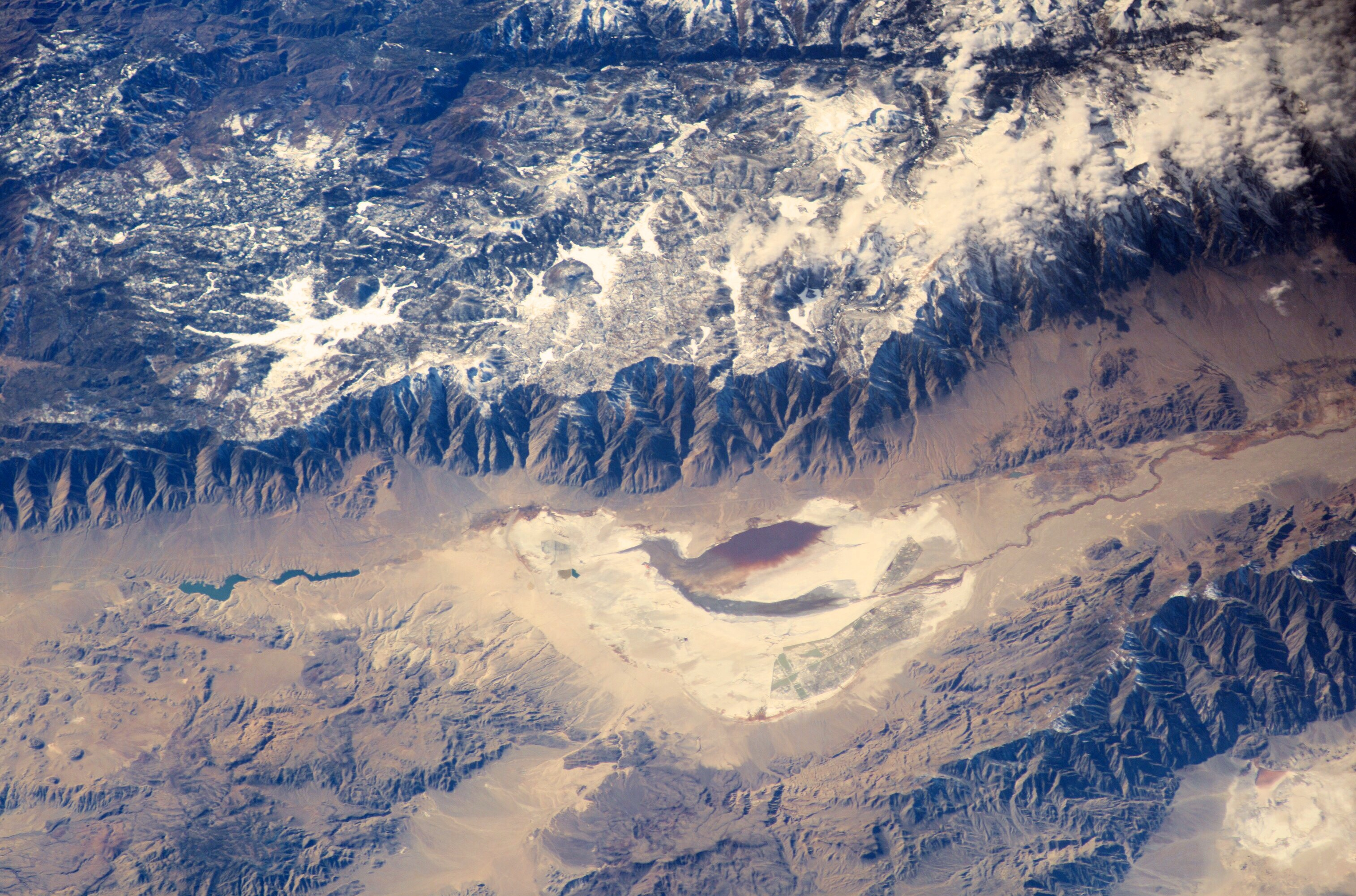
从国际空间站拍摄的加利福尼亚州内华达山脉，该山脉因地殼分層剝離形成

地殼分層剝離（英語：Delamination）是地球动力学术语，指岩石圈最底部的部分從構造板塊被剝離而下沉的现象。

## 形成機制
地球的最外部分由岩石圈和在下層的軟流圈組成。 岩石圈又分为上層的地殼和在下層的地幔兩部分。但地幔的密度比下方的軟流圈大，造成上重（岩石圈）下輕（軟流圈）的重力不穩定平衡狀態，而形成大陸地殼下部和地幔的負浮力，驅動地殼分層剝離。密度的差異由熱脹冷縮、成分和相變造成。
當大陸地殼下部和地幔脫離大陸地殼上部時，就會發生地殼分層剝離。但需要滿足兩個條件：
1. 岩石圈下部的密度必須比軟流圈大。
2. 軟流圈必須上湧和地殼接觸，並取代緻密的岩石圈下部的岩石。

在地殼下部，鎂鐵質麻粒岩相變質到榴輝岩相是造成下部岩石圈負浮力的主要機制。這種在地殼下部發生的密度反轉，能讓地殼下部脫離地殼上部並沉入地幔到中，在地幔溫度高的地方更容易發生密度反轉。例如在島弧、火山裂谷和正在擴張的大陸板塊地區。
當軟流圈上升到地殼底部，就會導致地殼下部和地幔開始剝落。坍塌、開裂及湧流侵蝕（英語：plume erosion）更促進軟流圈的侵入。當低密度、熱的軟流圈上升並取代高密度、冷的岩石圈時，驅動地殼分層剝離的位能也隨著釋放。地殼分層剝離作用也受地殼上部的有效粘度控制。這些過程通常發生在裂谷、湧流侵蝕、大陸碰撞或地幔對流不穩定的環境中。
對流不穩定性也可以簡單地剝離下部地殼，此過程稱瑞利-泰勒不穩性（Rayleigh-Taylor instability）。由於局部區域的不穩定性，部分岩石圈的底部被分解而下降，导致岩石圈變薄，留出的空間被上升的軟流圈填充。

## 地質影響
地殼分層剝離造成兩個主要的地質現象。首先，由於大部分緻密物質被去除，剩下的地殼和岩石圈會快速隆升形成山脈。其次，當熱地幔上湧到薄的岩石圈底部，並經常導致岩石圈底部的熔融和造成火山活動。因此，地殼分層剝離就造成地函熱柱的火山區域。

## 與構造過程的關係
聚合性板塊邊緣帶，特別是大陸-大陸碰撞的位置，可以观察到地殼分層剝離現象。例如，印度與亞洲碰撞形成的西藏高原。主要證據是在 14 Ma 至 11 Ma有突然發性的鎂鐵質火山活動和抬升加速。
在伸展構造區域也能看到地殼分層剝離。在山帶崩塌期間，原山脈底部的厚層地殼根部會消失。這種消失的過程尚不清楚。由強熱脈衝形成的花崗岩岩體與厚地殼根的消失有關。地殼分層剝離可能造成熱脈衝。
崩塌山脈的構造發展尚有爭論。一些人認為，地殼分層剝離會導致地殼增厚、加熱和火山作用，形成第二次山脈隆起。其他人則認為地殼分層剝離會導致地殼塌陷和變薄，例子有內華達山脈（加利福尼亞州）、盆地和山脈省以及美國西部.的科羅拉多高原等。

## 地質實例
在美國西部的內華達山脈、盆地和山脈區以及科羅拉多高原都是地殼分層剝離的實例。Meissner, R.盆地和山脈區在 1000 萬年前，由於地殼伸展，導致軟流圈的上湧使岩石圈變薄。而軟流圈上升又加熱地殼底部，形成了地殼低粘度區，因而在盆地和山脈的兩側造成了地殼分層剝離。